# Возвращённый ад
«Возвращённый ад» — рассказ русского писателя Александра Грина, написанный и впервые опубликованный в 1915 году. Название представляет собой аллюзию на поэму Мильтона «Потерянный рай».

## Сюжет и судьба текста
Главный герой рассказа — журналист Галлиен Марк, который из-за полученной на дуэли раны теряет способность к обострённому восприятию мира. Вместо постоянных и напряжённых философских раздумий он впадает в состояние блаженного оцепенения, но это не делает его счастливым: он теряет любимую женщину Визи. Разлука с Визи возвращает его в прежнее состояние.
«Возвращённый ад» был написан в 1915 году и увидел свет в том же году на страницах журнала «Современный мир». Литературоведы отмечают, что это утончённая и психологически точная новелла, позволяющая сделать вывод о росте Грина как писателя. Под «Партией Осеннего Месяца», критика которой Марком стала причиной дуэли в начале рассказа, автор явно имел в виду российских октябристов.